# Videvdad
Der Videvdad (avestisch - widaēwa-dāta-, mittelpersisch jud-dēw-dād [Buch-Pahlavi]) ist ein Buch des Avesta und wird das „Gesetz zur Verstoßung der Dämonen“ genannt.

## Schreibweisen
In der Literatur hat sich keine einheitliche Schreibweise für den Videvdad durchgesetzt. Man begegnet Vidêvdât und Vendǐdād. Der Einfachheit halber wird die Form von Jean Kellens übernommen, die keine Sonderzeichen verwendet.

## Konventionen
Wie bei den anderen avestischen Büchern spricht man bei den überlieferten Manuskripten von Sada (rein), in diesem Fall von Videvdad Sada, wenn das Buch in avestischer Sprache überliefert ist, und von Pahlavi Videvdad, der eine mittelpersische Übersetzung und Kommentare enthält.
Der Begriff Videvdad Sada kann irreführend sein, weil er das avestische Buch des Videvdad allein bezeichnen kann als auch die Zusammenstellung der drei Bücher Yasna Sada, Visparad Sada und Videvdad Sada zu einer Zeremonie. Deshalb wird heute für die Zusammenstellung der drei Bücher die lange Liturgie des Avesta bevorzugt, ein Begriff, der auf Jeans Kellens zurückgeht.

## Datierung
Der Videvdad ist ein uneinheitliches Werk. Es wird deshalb angenommen, dass es sich nicht das Ergebnis eines einzelnen Autors handeln kann, der es in seiner Muttersprache komponiert hat, sondern das bewusste Produkt eines Redakteurs, der verschiedene Teile aus heute größtenteils verlorenen Quellen zusammengestellt hat.
Unter den Gelehrten herrscht allgemeine Einigkeit darüber, dass der Videvdad ein Zeugnis von einem späten und degenerierten Zustand der Sprache ist. Man stößt auf Ungereimtheiten wie fehlende Übereinstimmung von Kasus und Numerus sowie Geschlecht, auf unerwartete Wortformen und auf eine „gequälte“ Syntax.
Jean Kellens datiert die Abfassung des Videvdad aufgrund der verwendeten Sprache auf die ersten beiden Jahrhunderte v. Ch.

## Inhalt
Der Videvdad ist das „Gesetz zur Verstoßung der Dämonen“ und einzigartig unter den avestischen Texten, da er Einblick in gewisse Aspekte des religiösen Lebens der Gemeinden gewährt.
Der Videvdad ist der drittlängste Text des Avesta und zählt 22 Kapitel. Der Inhalt ist ein Dialog zwischen Ahuramazda und dem Propheten, in dem die Regeln für die Gläubigen aufstellt werden. In der Form reiht er sich in die Tradition von altorientalischen Gesetzesbüchern ein, die literarische Sammlungen von Urteilen sind. Ohne den literarischen Rahmen folgen die Lehren des Videvdad dem formelhaften Modell des alten Orients, das vereinfacht lautet: „Wenn ein Mensch dies tut, dann sollte das geschehen“. Die Vorschriften enthalten ein breites Spektrum an Themen: Körperverletzung, Umgang mit Verträgen und Schwüren, Umgang mit Leichnamen, Verschmutzung der Natur etc. Für eine Gemeinschaft, die glaubte, dass die Welt von dämonischen Kräften beherrscht wurde, deren mächtigste Waffen Verschmutzung und Krankheit waren, wäre ein Verstoß gegen Verhaltensregeln, die diese Übel bekämpfen und eindämmen sollten, gleichbedeutend damit gewesen, die rechtschaffenen Gläubigen einer großen Gefahr auszusetzen. Die häufigste empfohlene Strafe im Videvdad sind Peitschenhiebe.

## Rezeption
Im Videvdad wird der Dualismus zwischen Gut und Böse verschärft und zur Vollendung gebracht. Es sind nicht mehr die „Wohltätigen Unsterblichen“ (Amescha Spenta), die dem bösen Geist gegenüberstehen, sondern Ahuramazda selbst. Die Ausarbeitung des Videvdad ist im Vergleich zu den übrigen avestischen Texten spät erfolgt und seine Lehren gehören nicht zum ursprünglichen Teil der Religion Zarathustras. Sie unterscheiden sich vom übrigen Avesta, aber die Charakterisierung der Magier entspricht der Darstellung, wie sie von den griechischen Schriftstellern beschrieben worden ist. Zur Zeit der Achämeniden stellten die Lehren wahrscheinlich nur eine besondere Form der Religion Zarathustras dar. Im sassanidischen Reich erhielten sie den Status der Rechtgläubigkeit (Orthodoxie).